# Pionyer-sziget
A Pionyer-sziget (Oroszul:О́стров Пионе́р) vagy másik nevén Úttörő-sziget a Szevernaja Zemlja szigetcsoport tagja, Oroszországban az Arktisz területén. Területe 1 527 km².  Felvetődött az a kérdés, hogy átkereszteljék a szigetet Svjataja Tatiana-ra (Szent Tatyjana).